# Colorado do Oeste
Colorado do Oeste là một đô thị thuộc bang Rondônia, Brasil. Đô thị này có diện tích 1451 km², dân số năm 2007 là 17690 người, mật độ 12,19 người/km².